# Gebäralter
Als Gebäralter, selten auch Schwangerschaftsalter, wird der Zeitraum angegeben, in welchem die Frau nicht nur von ihrer biologischen Fruchtbarkeit, sondern auch sozial und körperlich in der Lage ist, ein Kind optimal auszutragen und zu erziehen. Das Gebäralter variiert je nach Kultur und Kulturkreis.
Im westlichen Kulturkreis begann das klassische Gebäralter mit Ende der Schulzeit oder des Lehralters, etwa mit 18, und endete mit etwa 30 Lebensjahren. Im Zuge der verlängerten Ausbildungszeiten der Frauen und der Fortschritte in der gynäkologischen Medizin hat sich das klassische Gebäralter der westlichen Frauen immer mehr nach hinten verlagert, so dass sich der Zeitpunkt der Erstgeburt hin zum Alter zwischen 25 und 35 Jahren verschoben hat. Seit Jahren werden in Deutschland alljährlich mehr als 20.000 Geburten von Frauen über 40 Jahren registriert. Nach offizieller Definition des Statistischen Bundesamts sind Frauen bis zum Alter von 49 Jahren gebärfähig; de facto kann es auch nach diesem Zeitraum vereinzelt noch zur Empfängnis kommen.